# كريستوفر ستيفنز (ملحن)
كريستوفر ستيفنز (بالإنجليزية: Christopher Stevens)‏ هو ملحن ومنتج أسطوانات وكاتب أغاني أمريكي، ولد في 29 نوفمبر 1967 في يوجين في الولايات المتحدة.